# Zaljev Paria
Zaljev Paria (špa. Golfo de Paria) je veliki zaljev u Karipskom moru na sjeveroistoku Venezuele koji sa zapada zatvara poluotok Poluotok Paria a sa sjevera i istoka otok Trinidad.

## Zemljopisne karakteristike
Zaljev Paria proteže se oko 160 km duž obale Venezuele u smjeru istok - zapad, i nekih 65 km u smjeru sjever-jug. S Karipskim morem povezan je preko tjesnaca Bocas del Dragon (Zmajeva usta), a s Atlantikom na istoku s tjesnacem Zmijska usta, koji su široki oko 16 km. 
U zaljev utječe rijeka San Juan i nekoliko rukavaca Delte Orinoca među njima i veliki Caño Mánamo.U zaljevu su smještene brojne luke, među njima trinidadske; San Fernando i Port of Spain i venezuelanske Güiria i Pedernales
Do Zaljeva Paria je na svom trećem putovanju 1498 doplovio Kristofor Kolumbo, i tad prvi put ugledao obale američkog kontinenta.

## Vanjske poveznice
|  | Zajednički poslužitelj ima još gradiva o temi Zaljev Paria |

- Gulf of Paria na portalu Encyclopædia Britannica